# غلين دودس
غلين دودس (بالإنجليزية: Glenn Dods)‏ هو لاعب كرة قدم نيوزيلندي في مركز الدفاع، ولد في 17 نوفمبر 1958 في وانجانوي في نيوزيلندا. شارك مع منتخب نيوزيلندا لكرة القدم. أما مع النوادي، فقد لعب مع أديلايد سيتي ونادي يونيفرستي ماونت ولينغتون.

## وصلات خارجية
- غلين دودس على موقع الاتحاد الدولي (مؤرشف)  (الإنجليزية)
- غلين دودس على موقع قاعدة بيانات كرة القدم.إي يو (الإنجليزية)
- غلين دودس على موقع ناشيونال فوتبول تيمز (الإنجليزية)
- غلين دودس على موقع عالم كرة القدم.نت (الإنجليزية)